# Mario and The City
Mario and The City è stato un programma musicale di intrattenimento e di attualità in onda su m2o Radio.

## Storia
Nasce a settembre del 2011 da un'idea di Mariolina Simone, meglio conosciuta con lo pseudonimo de LaMario, che da buon sindaco, assessore, consigliere conduce il programma a pieni diritti e doveri.
Mario and The City, è stato un contenitore di attualità, notizie riguardanti diverse argomentazioni, interviste, cultura, tanta musica e la sua importante opinione che è titolare di uno dei programmi di culto della radiofonia pomeridiana nazionale.
Dal 2011 la trasmissione è andata in onda dal lunedì al venerdì dalle ore 10.00 alle ore 12.00, dal 2014 è andato in onda dal lunedì al venerdì dalle 18.00 alle 20.00, in esclusiva sulle frequenze di m2o, emittente radiofonica nazionale di GEDI Gruppo Editoriale.
La trasmissione giunge al termine il 15 marzo 2019 con il rilancio di m2o.